# Europees kampioenschap voetbal onder 21 - 2023
Het Europees kampioenschap voetbal onder 21 - 2023 was de 24ste editie van het Europees kampioenschap voetbal onder 21. Het toernooi werd georganiseerd door Roemenië en Georgië van 21 juni tot en met 8 juli 2023. Spelers die geboren zijn na 1 januari 2000 waren speelgerechtigd. De titelhouder was Duitsland, maar zij werden in de groepsfase al uitgeschakeld. Het toernooi werd uiteindelijk gewonnen door Engeland.

## Gastlanden
Op 3 december 2020 maakte de UEFA bekend dat het toernooi wordt gehost door Roemenië en Georgië.

## Kwalificatie

### Gekwalificeerde teams
| Team        | Reden van kwalificatie | Datum van kwalificatie | Aantal deelnames | Laatste deelname | Beste resultaat                         |
| ----------- | ---------------------- | ---------------------- | ---------------- | ---------------- | --------------------------------------- |
| Roemenië    | Gastland               | 3 december 2020        | 4                | 2021             | Halve finale (2019)                     |
| Georgië     | Gastland               | 3 december 2020        | 1                | Debuut           | Debuut                                  |
| België      | Winnaar groep I        | 29 maart 2022          | 4                | 2019             | Halve finale (2007)                     |
| Spanje      | Winnaar groep C        | 2 mei 2022             | 16               | 2021             | Kampioen (1986, 1998, 2011, 2013, 2019) |
| Duitsland   | Winnaar groep B        | 3 juni 2022            | 14               | 2021             | Kampioen (2009, 2017, 2021)             |
| Portugal    | Winnaar groep D        | 5 juni 2022            | 10               | 2021             | Tweede plaats (1994, 2015, 2021)        |
| Engeland    | Winnaar groep G        | 7 juni 2022            | 17               | 2021             | Kampioen (1982, 1984)                   |
| Nederland   | Winnaar groep E        | 8 juni 2022            | 9                | 2021             | Kampioen (2006, 2007)                   |
| Frankrijk   | Winnaar groep H        | 9 juni 2022            | 11               | 2021             | Kampioen (1988)                         |
| Italië      | Winnaar groep F        | 14 juni 2022           | 22               | 2021             | Kampioen (1992, 1994, 1996, 2000, 2004) |
| Noorwegen   | Winnaar groep A        | 14 juni 2022           | 3                | 2013             | Halve finale (1998, 2013)               |
| Zwitserland | Beste nummer twee      | 14 juni 2022           | 5                | 2021             | Tweede plaats (2011)                    |
| Oekraïne    | Winnaar play-offs      | 27 september 2022      | 3                | 2011             | Tweede plaats (2006)                    |
| Tsjechië    | Winnaar play-offs      | 27 september 2022      | 15               | 2021             | Kampioen (2002)                         |
| Kroatië     | Winnaar play-offs      | 27 september 2022      | 5                | 2021             | Kwartfinale (2021)                      |
| Israël      | Winnaar play-offs      | 27 september 2022      | 3                | 2013             | Groepsfase (2007, 2013)                 |

## Speelsteden
| Boekarest          | Speelsteden in Roemenië | Boekarest                       |
| ------------------ | ----------------------- | ------------------------------- |
| Stadionul Steaua   | · Boekarest Cluj-Napoca | Rapid-Giuleștistadion           |
| Capaciteit: 31.254 | · Boekarest Cluj-Napoca | Capaciteit: 14.047              |
|                    | · Boekarest Cluj-Napoca |                                 |
| Cluj-Napoca        | · Boekarest Cluj-Napoca | Cluj-Napoca                     |
| Cluj Arena         | · Boekarest Cluj-Napoca | Dr.-Constantin-Rădulescustadion |
| Capaciteit: 30.201 | · Boekarest Cluj-Napoca | Capaciteit: 22.198              |
|                    | · Boekarest Cluj-Napoca |                                 |

| Tbilisi                 | Speelsteden in Georgië     | Tbilisi                |
| ----------------------- | -------------------------- | ---------------------- |
| Boris Paitsjadzestadion | · Tbilisi Batoemi Koetaisi | Micheil Meschistadion  |
| Capaciteit: 54.202      | · Tbilisi Batoemi Koetaisi | Capaciteit: 27.223     |
|                         | · Tbilisi Batoemi Koetaisi |                        |
| Batoemi                 | · Tbilisi Batoemi Koetaisi | Koetaisi               |
| Batoemistadion          | · Tbilisi Batoemi Koetaisi | Ramaz Sjengeliastadion |
| Capaciteit: 20.000      | · Tbilisi Batoemi Koetaisi | Capaciteit: 14.700     |
|                         | · Tbilisi Batoemi Koetaisi |                        |

## Scheidsrechters
De UEFA selecteerde twaalf scheidsrechterteams en vier scheidsrechters die als vierde official zullen acteren op het eindtoernooi. Hiervan zijn er zes scheidsrechterteams en twee vierde officials actief in in Roemenië (groep A en C), de andere zes scheidsrechterteams en twee vierde officials zijn actief in Georgië (groep B en D).
| Scheidsrechter       | Assistent-scheidsrechters                   |
| -------------------- | ------------------------------------------- |
| Groep A en C         |                                             |
| Aliyar Ağayev        | Zeynal Zeynalov Akif Ämirälı                |
| Willy Delajod        | Erwan Finjean Cyril Mugnier                 |
| Espen Eskås          | Jan Erik Engan Isaak Bashevkin              |
| Horațiu Feșnic       | Valentin Avram Alexandru Cerei              |
| Rade Obrenovič       | Jure Praprotnik Grega Kordež                |
| Duje Strukan         | Bojan Zobenica Alen Jakšić                  |
| Groep B en D         |                                             |
| Mohammed Al-Hakim    | Fredrik Klyver Robin Wilde                  |
| Morten Krogh         | Steffen Bramsen Dennis Wollenberg Rasmussen |
| Erik Lambrechts      | Jo De Weirdt Kevin Monteny                  |
| Allard Lindhout      | Patrick Inia Rogier Honig                   |
| João Pinheiro        | Bruno Jesus Luciano Gomes                   |
| Donatas Rumšas       | Aleksandr Radiuš Dovydas Sužiedėlis         |
| Vierde officials     |                                             |
| Andrei Chivulete     |                                             |
| Sebastian Gishamer   |                                             |
| Goga Kikatsjeisjvili |                                             |
| Juxhin Xhaja         |                                             |

## Groepsfase

### Groep A
| Pos | Team        | Wed | W | G | V | Ptn | DV | DT | +/− | Kwalificatie  |
| --- | ----------- | --- | - | - | - | --- | -- | -- | --- | ------------- |
| 1   | Georgië (G) | 3   | 1 | 2 | 0 | 5   | 5  | 3  | +2  | Knock-outfase |
| 2   | Portugal    | 3   | 1 | 1 | 1 | 4   | 3  | 4  | −1  | Knock-outfase |
| 3   | Nederland   | 3   | 0 | 3 | 0 | 3   | 2  | 2  | 0   |               |
| 4   | België      | 3   | 0 | 2 | 1 | 2   | 3  | 4  | −1  |               |

|                            |                        |         |            |                                                                                   |
| 21 juni 2023 20:00 (UTC+4) | Georgië                | 2 – 0   | Portugal   | Boris Paitsjadzestadion, Tbilisi Toeschouwers: 24.447 Scheidsrechter: Espen Eskås |
| 21 juni 2023 20:00 (UTC+4) | Gagoea 37' Sazonov 45' | Verslag | 76' Araújo | Boris Paitsjadzestadion, Tbilisi Toeschouwers: 24.447 Scheidsrechter: Espen Eskås |

|                            |         |       |           |                                                                                  |
| 21 juni 2023 20:00 (UTC+4) | België  | 0 – 0 | Nederland | Micheil Meschistadion, Tbilisi Toeschouwers: 1.029 Scheidsrechter: Aliyar Ağayev |
| 21 juni 2023 20:00 (UTC+4) | Verslag |       |           | Micheil Meschistadion, Tbilisi Toeschouwers: 1.029 Scheidsrechter: Aliyar Ağayev |

|                            |                                   |         |                            |                                                                                    |
| 24 juni 2023 20:00 (UTC+4) | Georgië                           | 2 – 2   | België                     | Boris Paitsjadzestadion, Tbilisi Toeschouwers: 41.887 Scheidsrechter: Duje Strukan |
| 24 juni 2023 20:00 (UTC+4) | Tsitaisjvili 51' Goeliasjvili 87' | Verslag | 15' De Cuyper 38' Ramazani | Boris Paitsjadzestadion, Tbilisi Toeschouwers: 41.887 Scheidsrechter: Duje Strukan |

|                            |             |         |             |                                                                                   |
| 24 juni 2023 20:00 (UTC+4) | Portugal    | 1 – 1   | Nederland   | Micheil Meschistadion, Tbilisi Toeschouwers: 1.526 Scheidsrechter: Horațiu Feșnic |
| 24 juni 2023 20:00 (UTC+4) | Almeida 20' | Verslag | 78' Brobbey | Micheil Meschistadion, Tbilisi Toeschouwers: 1.526 Scheidsrechter: Horațiu Feșnic |

|                            |              |         |                  |                                                                                      |
| 27 juni 2023 20:00 (UTC+4) | Nederland    | 1 – 1   | Georgië          | Boris Paitsjadzestadion, Tbilisi Toeschouwers: 43.004 Scheidsrechter: Rade Obrenovič |
| 27 juni 2023 20:00 (UTC+4) | Taylor 45+6' | Verslag | 42' Davitasjvili | Boris Paitsjadzestadion, Tbilisi Toeschouwers: 43.004 Scheidsrechter: Rade Obrenovič |

|                            |                             |         |               |                                                                                  |
| 27 juni 2023 20:00 (UTC+4) | Portugal                    | 2 – 1   | België        | Micheil Meschistadion, Tbilisi Toeschouwers: 1.373 Scheidsrechter: Willy Delajod |
| 27 juni 2023 20:00 (UTC+4) | Neves 56' Dantas 89' (pen.) | Verslag | 65' Vertessen | Micheil Meschistadion, Tbilisi Toeschouwers: 1.373 Scheidsrechter: Willy Delajod |

### Groep B
| Pos | Team         | Wed | W | G | V | Ptn | DV | DT | +/− | Kwalificatie  |
| --- | ------------ | --- | - | - | - | --- | -- | -- | --- | ------------- |
| 1   | Spanje       | 3   | 2 | 1 | 0 | 7   | 6  | 2  | +4  | Knock-outfase |
| 2   | Oekraïne     | 3   | 2 | 1 | 0 | 7   | 5  | 2  | +3  | Knock-outfase |
| 3   | Kroatië      | 3   | 0 | 1 | 2 | 1   | 0  | 3  | −3  |               |
| 4   | Roemenië (G) | 3   | 0 | 1 | 2 | 1   | 0  | 4  | −4  |               |

|                            |                          |         |         |                                                                                        |
| 21 juni 2023 19:00 (UTC+3) | Oekraïne                 | 2 – 0   | Kroatië | Rapid-Giuleștistadion, Boekarest Toeschouwers: 1.677 Scheidsrechter: Mohammed Al-Hakim |
| 21 juni 2023 19:00 (UTC+3) | Kasjtsjoek 19' Sikan 48' | Verslag |         | Rapid-Giuleștistadion, Boekarest Toeschouwers: 1.677 Scheidsrechter: Mohammed Al-Hakim |

|                            |          |         |                                   |                                                                                  |
| 21 juni 2023 21:45 (UTC+3) | Roemenië | 0 – 3   | Spanje                            | Stadionul Steaua, Boekarest Toeschouwers: 21.227 Scheidsrechter: Erik Lambrechts |
| 21 juni 2023 21:45 (UTC+3) |          | Verslag | 55' Baena 62' Miranda 90+5' Gómez | Stadionul Steaua, Boekarest Toeschouwers: 21.227 Scheidsrechter: Erik Lambrechts |

|                            |          |         |                              |                                                                               |
| 24 juni 2023 19:00 (UTC+3) | Roemenië | 0 – 1   | Oekraïne                     | Stadionul Steaua, Boekarest Toeschouwers: 14.309 Scheidsrechter: Morten Krogh |
| 24 juni 2023 19:00 (UTC+3) |          | Verslag | 89' (e.d.) Dican 90+2' Vanat | Stadionul Steaua, Boekarest Toeschouwers: 14.309 Scheidsrechter: Morten Krogh |

|                            |         |         |         |                                                                                      |
| 24 juni 2023 21:45 (UTC+3) | Spanje  | 1 – 0   | Kroatië | Rapid-Giuleștistadion, Boekarest Toeschouwers: 2.921 Scheidsrechter: Allard Lindhout |
| 24 juni 2023 21:45 (UTC+3) | Ruiz 1' | Verslag |         | Rapid-Giuleștistadion, Boekarest Toeschouwers: 2.921 Scheidsrechter: Allard Lindhout |

|                            |         |       |          |                                                                               |
| 27 juni 2023 21:45 (UTC+3) | Kroatië | 0 – 0 | Roemenië | Stadionul Steaua, Boekarest Toeschouwers: 7.816 Scheidsrechter: João Pinheiro |
| 27 juni 2023 21:45 (UTC+3) | Verslag |       |          | Stadionul Steaua, Boekarest Toeschouwers: 7.816 Scheidsrechter: João Pinheiro |

|                            |                              |         |                                  |                                                                                     |
| 27 juni 2023 21:45 (UTC+3) | Spanje                       | 2 – 2   | Oekraïne                         | Rapid-Giuleștistadion, Boekarest Toeschouwers: 2.027 Scheidsrechter: Donatas Rumšas |
| 27 juni 2023 21:45 (UTC+3) | Zhelziko 49' (e.d.) Ruiz 90' | Verslag | 43' Vjoennyk 81' (pen.) Soedakov | Rapid-Giuleștistadion, Boekarest Toeschouwers: 2.027 Scheidsrechter: Donatas Rumšas |

### Groep C
| Pos | Team      | Wed | W | G | V | Ptn | DV | DT | +/− | Kwalificatie  |
| --- | --------- | --- | - | - | - | --- | -- | -- | --- | ------------- |
| 1   | Engeland  | 3   | 3 | 0 | 0 | 9   | 6  | 0  | +6  | Knock-outfase |
| 2   | Israël    | 3   | 1 | 1 | 1 | 4   | 2  | 3  | −1  | Knock-outfase |
| 3   | Tsjechië  | 3   | 1 | 0 | 2 | 3   | 2  | 4  | −2  |               |
| 4   | Duitsland | 3   | 0 | 1 | 2 | 1   | 2  | 5  | −3  |               |

|                            |          |         |                             |                                                                            |
| 22 juni 2023 20:00 (UTC+4) | Tsjechië | 0 – 2   | Engeland                    | Batoemistadion, Batoemi Toeschouwers: 8.168 Scheidsrechter: Horațiu Feșnic |
| 22 juni 2023 20:00 (UTC+4) |          | Verslag | 47' Ramsey 90+4' Smith Rowe | Batoemistadion, Batoemi Toeschouwers: 8.168 Scheidsrechter: Horațiu Feșnic |

|                            |             |         |                                 |                                                                                    |
| 22 juni 2023 20:00 (UTC+4) | Duitsland   | 1 – 1   | Israël                          | Ramaz Sjengeliastadion, Koetaisi Toeschouwers: 2.442 Scheidsrechter: Willy Delajod |
| 22 juni 2023 20:00 (UTC+4) | Bisseck 26' | Verslag | 20' Turgeman 38', 45+2' Kartsev | Ramaz Sjengeliastadion, Koetaisi Toeschouwers: 2.442 Scheidsrechter: Willy Delajod |

|                            |                    |         |             |                                                                         |
| 25 juni 2023 20:00 (UTC+4) | Tsjechië           | 2 – 1   | Duitsland   | Batoemistadion, Batoemi Toeschouwers: 5.023 Scheidsrechter: Espen Eskås |
| 25 juni 2023 20:00 (UTC+4) | Sejk 33' Vitík 87' | Verslag | 70' Stiller | Batoemistadion, Batoemi Toeschouwers: 5.023 Scheidsrechter: Espen Eskås |

|                            |                           |         |        |                                                                                     |
| 25 juni 2023 20:00 (UTC+4) | Engeland                  | 2 – 0   | Israël | Ramaz Sjengeliastadion, Koetaisi Toeschouwers: 5.106 Scheidsrechter: Rade Obrenovič |
| 25 juni 2023 20:00 (UTC+4) | Gordon 15' Smith Rowe 68' | Verslag |        | Ramaz Sjengeliastadion, Koetaisi Toeschouwers: 5.106 Scheidsrechter: Rade Obrenovič |

|                            |               |         |          |                                                                                   |
| 28 juni 2023 20:00 (UTC+4) | Israël        | 1 – 0   | Tsjechië | Ramaz Sjengeliastadion, Koetaisi Toeschouwers: 2.175 Scheidsrechter: Duje Strukan |
| 28 juni 2023 20:00 (UTC+4) | Gandelman 82' | Verslag |          | Ramaz Sjengeliastadion, Koetaisi Toeschouwers: 2.175 Scheidsrechter: Duje Strukan |

|                            |                       |         |           |                                                                           |
| 28 juni 2023 20:00 (UTC+4) | Engeland              | 2 – 0   | Duitsland | Batoemistadion, Batoemi Toeschouwers: 9.587 Scheidsrechter: Aliyar Ağayev |
| 28 juni 2023 20:00 (UTC+4) | Archer 4' Elliott 21' | Verslag |           | Batoemistadion, Batoemi Toeschouwers: 9.587 Scheidsrechter: Aliyar Ağayev |

### Groep D
| Pos | Team        | Wed | W | G | V | Ptn | DV | DT | +/− | Kwalificatie  |
| --- | ----------- | --- | - | - | - | --- | -- | -- | --- | ------------- |
| 1   | Frankrijk   | 3   | 3 | 0 | 0 | 9   | 7  | 2  | +5  | Knock-outfase |
| 2   | Zwitserland | 3   | 1 | 0 | 2 | 3   | 5  | 8  | −3  | Knock-outfase |
| 3   | Italië      | 3   | 1 | 0 | 2 | 3   | 4  | 5  | −1  |               |
| 4   | Noorwegen   | 3   | 1 | 0 | 2 | 3   | 2  | 3  | −1  |               |

1. 1 2 3  Gelijkspel op onderling aantal punten (3) en onderling doelsaldo (0). Onderling aantal gescoorde doelpunten: Zwitserland 4, Italië 3, Noorwegen 2.

|                            |           |         |                     |                                                                                                |
| 22 juni 2023 19:00 (UTC+3) | Noorwegen | 1 – 2   | Zwitserland         | Dr.-Constantin-Rădulescustadion, Cluj-Napoca Toeschouwers: 1.279 Scheidsrechter: João Pinheiro |
| 22 juni 2023 19:00 (UTC+3) | Ceïde 19' | Verslag | 36' Ndoye 56' Imeri | Dr.-Constantin-Rădulescustadion, Cluj-Napoca Toeschouwers: 1.279 Scheidsrechter: João Pinheiro |

|                            |                                     |         |              |                                                                              |
| 22 juni 2023 21:45 (UTC+3) | Frankrijk                           | 2 – 1   | Italië       | Cluj Arena, Cluj-Napoca Toeschouwers: 11.286 Scheidsrechter: Allard Lindhout |
| 22 juni 2023 21:45 (UTC+3) | Kalimuendo 22' Barcola 62' Badé 83' | Verslag | 36' Pellegri | Cluj Arena, Cluj-Napoca Toeschouwers: 11.286 Scheidsrechter: Allard Lindhout |

|                            |                       |         |                                   |                                                                               |
| 25 juni 2023 19:00 (UTC+3) | Zwitserland           | 2 – 3   | Italië                            | Cluj Arena, Cluj-Napoca Toeschouwers: 4.339 Scheidsrechter: Mohammed Al-Hakim |
| 25 juni 2023 19:00 (UTC+3) | Imeri 47' Amdouni 52' | Verslag | 6' Pirola 11' Gnonto 45+4' Parisi | Cluj Arena, Cluj-Napoca Toeschouwers: 4.339 Scheidsrechter: Mohammed Al-Hakim |

|                            |           |         |           |                                                                                                 |
| 25 juni 2023 21:45 (UTC+3) | Noorwegen | 0 – 1   | Frankrijk | Dr.-Constantin-Rădulescustadion, Cluj-Napoca Toeschouwers: 1.507 Scheidsrechter: Donatas Rumšas |
| 25 juni 2023 21:45 (UTC+3) |           | Verslag | 57' Olise | Dr.-Constantin-Rădulescustadion, Cluj-Napoca Toeschouwers: 1.507 Scheidsrechter: Donatas Rumšas |

|                            |        |         |             |                                                                             |
| 28 juni 2023 21:45 (UTC+3) | Italië | 0 – 1   | Noorwegen   | Cluj Arena, Cluj-Napoca Toeschouwers: 2.347 Scheidsrechter: Erik Lambrechts |
| 28 juni 2023 21:45 (UTC+3) |        | Verslag | 65' Botheim | Cluj Arena, Cluj-Napoca Toeschouwers: 2.347 Scheidsrechter: Erik Lambrechts |

|                            |             |         |                                                       |                                                                                               |
| 28 juni 2023 21:45 (UTC+3) | Zwitserland | 1 – 4   | Frankrijk                                             | Dr.-Constantin-Rădulescustadion, Cluj-Napoca Toeschouwers: 1.652 Scheidsrechter: Morten Krogh |
| 28 juni 2023 21:45 (UTC+3) | Ndoye 35'   | Verslag | 16' (pen.) Gouiri 65' Barcola 76' Cherki 81' Caqueret | Dr.-Constantin-Rădulescustadion, Cluj-Napoca Toeschouwers: 1.652 Scheidsrechter: Morten Krogh |

## Knock-outfase
In de knock-outfase werd er verlengd bij een gelijke stand na 90 minuten. Indien er dan nog geen winnaar was, werden er strafschoppen genomen om een winnaar te bepalen. Omdat Frankrijk zich als gastland automatisch kwalificeerde voor de Olympische Zomerspelen 2024 en deelname hieraan niet mogelijk is voor Engeland, waren de resultaten van deze twee landen in de kwartfinale bepalend of er een extra play-offwedstrijd nodig was en wie hier dan aan zou deelnemen. Uiteindelijk was dit niet nodig en waren alle halve finalisten (met uitzondering van Engeland) verzekerd van deelname aan de Olympische Zomerspelen.
|  | Kwartfinale          | Kwartfinale        |                  |   | Halve finale | Halve finale |  |  | Finale | Finale |
|  |                      |                    |                  |   |              |              |  |  |        |        |
|  | 1 juli – Tbilisi     |                    |                  |   |              |              |  |  |        |        |
|  |                      |                    |                  |   |              |              |  |  |        |        |
|  | Georgië              | 0 (3)              |                  |   |              |              |  |  |        |        |
|  | Georgië              | 0 (3)              | 5 juli – Batoemi |   |              |              |  |  |        |        |
|  | Israël (w.n.s.)      | 0 (4)              |                  |   |              |              |  |  |        |        |
|  | Israël (w.n.s.)      | 0 (4)              | Israël           | 0 |              |              |  |  |        |        |
|  | 2 juli – Koetaisi    |                    | Israël           | 0 |              |              |  |  |        |        |
|  |                      | Engeland           | 3                |   |              |              |  |  |        |        |
|  | Engeland             | Engeland           | 3                | 1 |              |              |  |  |        |        |
|  | Engeland             |                    | 8 juli – Batoemi | 1 |              |              |  |  |        |        |
|  | Portugal             | 0                  |                  |   |              |              |  |  |        |        |
|  | Portugal             | 0                  | Engeland         | 1 |              |              |  |  |        |        |
|  | 1 juli – Boekarest   |                    | Engeland         | 1 |              |              |  |  |        |        |
|  |                      | Spanje             | 0                |   |              |              |  |  |        |        |
|  | Spanje (w.n.v.)      | Spanje             | 0                | 2 |              |              |  |  |        |        |
|  | Spanje (w.n.v.)      | 5 juli – Boekarest |                  | 2 |              |              |  |  |        |        |
|  | Zwitserland          | 1                  |                  |   |              |              |  |  |        |        |
|  | Zwitserland          | 1                  | Spanje           | 5 |              |              |  |  |        |        |
|  | 2 juli – Cluj-Napoca |                    | Spanje           | 5 |              |              |  |  |        |        |
|  |                      | Oekraïne           | 1                |   |              |              |  |  |        |        |
|  | Frankrijk            | Oekraïne           | 1                | 1 |              |              |  |  |        |        |
|  | Frankrijk            |                    |                  | 1 |              |              |  |  |        |        |
|  | Oekraïne             | 3                  |                  |   |              |              |  |  |        |        |
|  | Oekraïne             | 3                  |                  |   |              |              |  |  |        |        |

### Kwartfinales
|                           |                                                          |              |                                 |                                                                                 |
| 1 juli 2023 20:00 (UTC+4) | Georgië                                                  | 0 – 0 (n.v.) | Israël                          | Micheil Meschistadion, Tbilisi Toeschouwers: 44.338 Scheidsrechter: Espen Eskås |
| 1 juli 2023 20:00 (UTC+4) | Verslag                                                  |              |                                 | Micheil Meschistadion, Tbilisi Toeschouwers: 44.338 Scheidsrechter: Espen Eskås |
| 1 juli 2023 20:00 (UTC+4) | Strafschoppen                                            |              |                                 | Micheil Meschistadion, Tbilisi Toeschouwers: 44.338 Scheidsrechter: Espen Eskås |
| 1 juli 2023 20:00 (UTC+4) | Azarovi Davitasjvili Gagoea Moistsrapisjvili Chvadagiani | 3 – 4        | Cohen Gandelman Khalaili Gloukh | Micheil Meschistadion, Tbilisi Toeschouwers: 44.338 Scheidsrechter: Espen Eskås |

|                           |                           |              |               |                                                                                      |
| 1 juli 2023 22:00 (UTC+3) | Spanje                    | 2 – 1 (n.v.) | Zwitserland   | Rapid-Giuleștistadion, Boekarest Toeschouwers: 3.861 Scheidsrechter: Erik Lambrechts |
| 1 juli 2023 22:00 (UTC+3) | S. Gómez 68' Miranda 103' | Verslag      | 90+1' Amdouni | Rapid-Giuleștistadion, Boekarest Toeschouwers: 3.861 Scheidsrechter: Erik Lambrechts |

|                           |            |         |          |                                                                                     |
| 2 juli 2023 20:00 (UTC+4) | Engeland   | 1 – 0   | Portugal | Ramaz Sjengeliastadion, Koetaisi Toeschouwers: 6.920 Scheidsrechter: Rade Obrenovič |
| 2 juli 2023 20:00 (UTC+4) | Gordon 34' | Verslag |          | Ramaz Sjengeliastadion, Koetaisi Toeschouwers: 6.920 Scheidsrechter: Rade Obrenovič |

|                           |            |         |                                         |                                                                           |
| 2 juli 2023 22:00 (UTC+3) | Frankrijk  | 1 – 3   | Oekraïne                                | Cluj Arena, Cluj-Napoca Toeschouwers: 6.281 Scheidsrechter: João Pinheiro |
| 2 juli 2023 22:00 (UTC+3) | Cherki 19' | Verslag | 32', 44' (pen.) Soedakov 86' Bondarenko | Cluj Arena, Cluj-Napoca Toeschouwers: 6.281 Scheidsrechter: João Pinheiro |

### Halve finales
Omdat Engeland de halve finales bereikte en Frankrijk in de kwartfinale werd uitgeschakeld, waren alle andere halve finalisten automatisch gekwalificeerd voor de Olympische Zomerspelen 2024, ongeacht hun resultaten in de halve finales.
|                           |        |         |                                       |                                                                           |
| 5 juli 2023 20:00 (UTC+4) | Israël | 0 – 3   | Engeland                              | Batoemistadion, Batoemi Toeschouwers: 11.801 Scheidsrechter: Morten Krogh |
| 5 juli 2023 20:00 (UTC+4) |        | Verslag | 42' Gibbs-White 63' Palmer 90' Archer | Batoemistadion, Batoemi Toeschouwers: 11.801 Scheidsrechter: Morten Krogh |

|                           |                                                      |         |                |                                                                                 |
| 5 juli 2023 22:00 (UTC+3) | Spanje                                               | 5 – 1   | Oekraïne       | Stadionul Steaua, Boekarest Toeschouwers: 9.230 Scheidsrechter: Erik Lambrechts |
| 5 juli 2023 22:00 (UTC+3) | Ruiz 17' Sancet 24' Blanco 54' Oroz 68' S. Gómez 78' | Verslag | 13' Bondarenko | Stadionul Steaua, Boekarest Toeschouwers: 9.230 Scheidsrechter: Erik Lambrechts |

### Finale
|                           |                                     |         |                    |                                                                          |
| 8 juli 2023 20:00 (UTC+4) | Engeland                            | 1 – 0   | Spanje             | Batoemistadion, Batoemi Toeschouwers: 18.498 Scheidsrechter: Espen Eskås |
| 8 juli 2023 20:00 (UTC+4) | Jones 45+4' Gibbs-White 69', 90+12' | Verslag | 37', 90+12' Blanco | Batoemistadion, Batoemi Toeschouwers: 18.498 Scheidsrechter: Espen Eskås |

## Kwalificatie Olympische Zomerspelen 2024
| Team      | Datum van kwalificatie | Aantal deelnames                                                                  |
| --------- | ---------------------- | --------------------------------------------------------------------------------- |
| Frankrijk | 13 september 2017      | 13 (1900, 1908, 1920, 1924, 1928, 1948, 1952, 1960, 1968, 1976, 1984, 1996, 2020) |
| Israël    | 2 juli 2023            | 2 (1968, 1976)                                                                    |
| Spanje    | 2 juli 2023            | 11 (1920, 1924, 1928, 1968, 1976, 1980, 1992, 1996, 2000, 2012, 2020)             |
| Oekraïne  | 2 juli 2023            | 0 (debuut)                                                                        |

## Doelpuntenmakers
3 doelpunten
- Heorhij Soedakov
- Sergio Gómez
- Abel Ruiz

2 doelpunten
- Cameron Archer
- Anthony Gordon
- Emile Smith Rowe
- Bradley Barcola
- Rayan Cherki
- Artem Bondarenko
- Juan Miranda
- Zeki Amdouni
- Kastriot Imeri
- Dan Ndoye

1 doelpunt
- Maxim De Cuyper
- Largie Ramazani
- Yorbe Vertessen
- Yann Aurel Bisseck
- Angelo Stiller
- Harvey Elliott
- Morgan Gibbs-White
- Curtis Jones
- Cole Palmer
- Jacob Ramsey
- Maxence Caqueret
- Amine Gouiri
- Arnaud Kalimuendo
- Michael Olise
- Zoeriko Davitasjvili
- Giorgi Gagoea
- Giorgi Goeliasjvili
- Saba Sazonov
- Heorhij Tsitaisjvili
- Omri Gandelman
- Dor Turgeman
- Wilfried Gnonto
- Fabiano Parisi
- Pietro Pellegri
- Lorenzo Pirola
- Brian Brobbey
- Kenneth Taylor
- Erik Botheim
- Emil Konradsen Ceïde
- Oleksij Kasjtsjoek
- Danylo Sikan
- Bogdan Vjoennyk
- André Almeida
- Tiago Dantas
- João Neves
- Álex Baena
- Antonio Blanco
- Aimar Oroz
- Oihan Sancet
- Václav Sejk
- Martin Vitík

1 eigen doelpunt
- Ivan Zhelizko (tegen Spanje)
- Victor Dican (tegen Oekraïne)